# Friedrich Casimir zu Lynar
Friedrich Casimir Graf zu Lynar (* 17. Juli 1673 in Lübbenau; † 27. April 1716 ebenda) war Herr von Lübbenau.
Seine Eltern waren Graf Siegmund Casimir zu Lynar und Freiin Charlotte von Blumental. 1688 verließ er als erster Abiturient die Magdeburger Domschule. 1704 wurde er als Johanniter-Ritter genannt.

## Ehe und Kinder
Am 12. Juli 1697 heiratete er Gräfin Eva Elisabeth von Windisch-Graetz (* 27. Juli 1672; † 5. Oktober 1745 in Lübbenau), Tochter von Graf Adam von Windisch-Graetz († 1704).
- Friederike Charlotte (* 6. April 1698; † 18. März 1699)
- Friedrich Casimir (* 19. April 1699; † 25. April 1705)
- Moritz Karl (* 14. Februar 1702; † 24. April 1768) ⚭ Christiane Friederike Henriette von Flemming (* 25. September 1709; † 24. März 1730) Tochter von Joachim Friedrich von Flemming
- Christiane Wilhelmine (* 17. August 1704; † 7. Dezember 1752) ⚭ Graf Moritz Ulrich zu Putbus (* 3. Oktober 1699; † 25. Juli 1769)
- Rochus Friedrich (* 16. Dezember 1708; † 13. November 1781) ⚭  1735  Gräfin Maria Sophia Helene Reuss von Köstritz (* 30. November 1712; † 18. Februar 1781) Tochter von Heinrich XXIV. (Reuß-Köstritz)
- Johann Ferdinand (* 13. Januar 1710; † 5. Mai 1710)